# Quinn Lord
Quinn Lord est un acteur canadien, né le 19 février 1999 à Vancouver (Colombie-Britannique, Canada).

## Filmographie

### Cinéma

#### Long-métrage
- 2006 : Voisin contre voisin : Santa kid
- 2007 : La Voix des morts : La Lumière : Henry Caine's Son
- 2007 : Nos souvenirs brûlés : Cousin Joel
- 2007 : Trick 'r Treat : Sam / Peeping Tommy
- 2007 : Edison & Leo : Young Leo (voix)
- 2009 : L'Imaginarium du docteur Parnassus : Young Boy
- 2009 : The Hole : Annie Smith
- 2010 : Daydream Nation : Thomas
- 2012 : Replicas : Brendon
- 2012 : Possédée : Student
- 2012 : Imaginaerum : Tom Whitman (10 ans)
- 2014 : Date and Switch : Michael (8 ans)
- 2018 : Hyde Park : James Riley

#### Court-métrage
- 2011 : Afternoon Tea : Scott
- 2011 : Last Christmas : Josh
- 2013 : Floodplain : Young Duncan

### Télévision

#### Série télévisée
- 2004 : ToddWorld : Hardy the Hippo
- 2005 : Terminal City : Marmaduke
- 2005 : Réunion: Destins brisés : Liam
- 2006 : L Word : Roland
- 2006 : Blade: The Series : Young Zack
- 2006 : Stargate SG-1 : Child
- 2006 : Supernatural : Evan
- 2007 : The Virgin of Akron, Ohio : Henry
- 2007 : Masters of Horror : Toby
- 2007 : Smallville : Phillipe Lamont
- 2007 : Sabbatical : Danny Marlowe
- 2007-2008 : 3-2-1 Penguins! : Jason
- 2008 : Peanuts Motion Comics : Linus van Pelt (voix)
- 2010 : Hiccups : Young Boy
- 2010 : Fringe : Young Peter
- 2011 : Shattered : Tyler
- 2011 : Endgame : Colin Davis
- 2011 : Eureka : Young Zane
- 2011 : Captain Starship : Kevin
- 2011-2012 : R.L. Stine's The Haunting Hour : Bobby Curran / Jack
- 2012 : Once Upon a Time : Nicholas Zimmer / Hansel
- 2013 : Arctic Air : Andy
- 2014 : Les 100 : Young Member of The 100
- 2015-2019 : The Man in the High Castle : Thomas Smith
- 2021 : Toujours là pour toi (Firefly Lane)

#### Téléfilms
- 2009 : Virtuality : Le Voyage du Phaeton : Shawn Braun
- 2009 : Abusée sur internet : Sean Wyatt
- 2010 : Le Serpent de septembre : Robbie
- 2010 : Miracle à Manhattan : Gabe
- 2011 : 17th Precinct : Leo Shetland
- 2011 : Dangereuse liaison : Dylan Chapman
- 2016 : Coup de Foudre avec une Star : David
- 2020 : L'héritière de Noël (A Glenbrooke Christmas) de David I. Strasser : Billy Peck